# 卡氏長龜鯰
卡氏長龜鯰'，為輻鰭魚綱鯰形目甲鯰科的其中一種，為熱帶淡水魚，分布於南美洲哥倫比亞Magdalena河流域，體長可達17公分，棲息在底層水域，生活習性不明。

## 扩展阅读
維基物種上的相關：卡氏長龜鯰